# Bącz
Bącz, dodatkowa nazwa w języku kaszubskim Bącz, (niem. Bontsch) – wieś kaszubska w Polsce, położona w województwie pomorskim, w powiecie kartuskim, w gminie Kartuzy, otoczona lasami na terenie Kaszubskiego Parku Krajobrazowego nad jeziorem Bąckim. Bącz jest siedzibą sołectwa, w którego skład wchodzi także Olszowe Błoto.
| SIMC    | Nazwa         | Rodzaj    |
| ------- | ------------- | --------- |
| 0162955 | Olszowe Błoto | część wsi |

W latach 1975–1998 miejscowość administracyjnie należała do województwa gdańskiego.

## Nazwa miejscowości
Miejscowość pierwszy raz wzmiankowana w Wielkiej księdze czynszowej zakonu krzyżackiego w 1437 r. w formie Banczke. W czasach polskich w 1664 r. Bądz, następnie niemieckie Boncz (na mapie Schröttera z końca XVIII w.) lub Bontsch.
Do ustalenia pochodzenia nazwy ważny jest zapis F. Lorentza z 1923 w kaszubskiej formie Bąccz i przymiotnik bącczi. Miejscowość zawdzięcza swą nazwę założycielowi o imieniu Bądek (zdrobnienie od Będzieciech, Będzimir lub Będzisław), od którego powstała dzierżawcza nazwa Bądecz i mówiono do Bądcza, w Bądczu. Zbitka spółgłoskowa -dcz- uprościła się do -cz- : do Bącza, w Bączu i ostatecznie temat Bącz wszedł również do mianownika. Długo jednak kaszubska forma Bąccz i przymiotnik bącczi potwierdzały dawną formę Bądecz.
Jako ciekawostkę można dodać, że ten sam proces zaszedł w przypadku małopolskiego Nowego i Starego Sącza. Pierwotna Nazwa Sądecz - od imienia Sądek, przeszła ostatecznie w Sącz.
Przed 1920 miejscowość nosiła nazwę niemiecką Bontsch. W latach II wojny światowej hitlerowcy dokonali korekty tej nazwy na Bonsch.

## Historia miejscowości
W roku 1892 wieś miała 168 mieszkańców, 159 Kaszubów (143 katolików i 16 ewangelików)  oraz 9 Niemców ewangelików.